# Petróglifos de Ghorghalado
Os petróglifos de Ghorghalado são um conjunto de gravuras rupestres em pedra, situadas na parroquia de San Bartolomé dás Eiras, no Rosal, Pontevedra (Espanha), que datam da Idade do Bronze, aproximadamente há 3000 anos, e que reúnem mais de 350 motivos diferentes.

## Características
O conjunto arqueológico possui 350 gravados reunidos em pequenos grupos, formando diversas composições geométricas e abstratas, que aproveitam as fendas e as irregularidades do  xisto no que estão lavrados para ordenar a disposição. As gravuras representam essencialmente  formas cuadrangulares,  ovaladas e  linhas. Também são recorrentes os círculos concêntricos, alguns com covinha.

## Descoberta
Os petróglifos de Ghorghalado descobriram-se de forma casual em 2012 por uma vizinha do lugar. Em 2015, a prefeitura do Rosal, junto com a Diputación Provincial de Pontevedra, a Direcção Geral de Património e a Comunidade de montes de Eiras escavaram este sítio que se encontrava enterrado e coberto de vegetação e que constitui o primeiro petroglifo que se desenterró em Galiza para sua recuperação.